# 西阴村遗址
西阴村遗址，位于中华人民共和国山西省运城市夏县，是一座新石器时代遗址。该遗址于1926年被李济等人发现并发掘，这次发掘活动也是中国人首次独立主持的近代考古发掘工作。抗日战争时期，该遗址被日军盗掘。中华人民共和国成立后，该遗址于1957年被列为山西省文物保护单位，1994年再次被发掘。1996年，西阴村遗址被列为全国重点文物保护单位。

## 发现
1926年，李济和梁思永等人在山西南部调查古代遗址的时候，于夏县发现了一处新石器时代遗址，并随后主持了对该遗址的发掘工作。这是由中国人发掘的第一座新石器时代遗址，这次发掘也是中国人首次独立主持的近代考古学意义上的田野考古工作。抗日战争时期，日军曾组织人力对该遗址进行盗掘。中华人民共和国成立后，1957年，西阴村遗址被列为山西省文物保护单位:35。1965年，省级文物保护单位标志碑安放于在李济等人发掘的位置北92米处。1994年，考古工作人员再次发掘了该遗址，发掘位置位于李济等人发掘点南105米至165米处。1996年，西阴村遗址被列为全国重点文物保护单位。

## 结构
西阴村遗址位于山西运城市夏县西阴村的西北部，现存面积30万平米，其中东西长600米，南北宽500米。其中1926年发掘所探明的地层至少有仰韶文化半坡类型和庙底沟一期文化；1994年发掘所探明的地层由下至上依次为西阴村文化、西王村三期文化、庙底沟二期文化和二里岗文化:179。

## 出土遗存

### 1926年发掘
第一次发掘所得共计65片彩陶，31片素面陶。这些陶片最终整理出直口圜底钵、鱼纹彩陶盆、侈口弦纹罐等仰韶文化半坡类型陶器，敛口彩陶碗、敛口彩陶钵、卷缘曲腹彩陶盆、彩陶豆、小口瓶、陶灶、夹砂罐等庙底沟一期文化文物，其上有垂弧纹、豆荚纹、网格纹、窄带纹等装饰；另有无法确定文化类型的黑陶碗、夹砂罐残片等。此外还发掘出了陶环、陶球、纺轮、骨锥、骨针，以及疑似箭头的打制燧石器。此外，这次发掘在仰韶文化半坡类型的地层中出土了半颗被刀割过的蚕茧化石，这被认定为是中国养蚕业的起源标志。

### 1994年发掘
第二次发掘在西阴村文化层发现了两座保存完好的房址，一座陶窑，一条壕沟，24座灰坑。该文化层内还发现了圜底釜、釜形鼎、陶灶、鼓腹罐等夹砂陶器，葫芦口瓶、尖底瓶。圜底钵等泥质陶器，骨笄、骨锥、骨镞等骨器，石镞、石球、石刀、石网坠、石杯等石器。西王村三期文化层出土了尖底瓶、泥质罐、夹砂罐等陶器。庙底沟二期文化层发现有3座房址，3座灰坑，瓮、缸、罐、杯等夹砂陶，壶、豆、钵等泥质陶，石刀、石锛等石器。二里岗文化层有1条泄洪沟，2座灰坑，鬲、盆、罐、尊、簋等陶器。